# Collegiata di Saint-Didier
La collegiata di San Desiderio (in francese: Collégiale Saint-Didier) è un edificio di culto cattolico di Avignone, nella Vaucluse; edificata alla metà del XIV secolo in stile gotico, è classificata fra i monumenti storici francesi dal 27 luglio 1983.

## Storia
Sita nel centro della città, la chiesa occupa il luogo di una chiesa precedente, che la tradizione agiografica vuole fosse stata fondata nel VII secolo da Agricol di Avignone. Ciononostante, appare in un testo per la prima volta nel 1008, all'occasione di una donazione fatta dal vescovo Rostaing d'Avignone all'abbazia di Montmajour.
La costruzione di una nuova chiesa è dovuta alla presenza dei papi ad Avignone. Il cardinale Bertrando di Deaux impose ai suoi eredi di far edificare una chiesa con la sua eredità. Questa clausola venne avallata da Innocenzo VI il 22 novembre 1355 ed il costo di realizzazione venne fissato il 4 maggio 1356.
La collegiata venne costruita in tre anni e quattro mesi. Fu dedicata il 20 settembre 1359. L'edificio è oggi considerato come il più emblematico esempio di gotico avignonese.

## Descrizione
La collegiata possiede due quadri di Simone di Châlons , intitolati La Flagellazione e la Scesa dello Spirito Santo. All'interno vi è anche un bassorilievo della Salita al Calvario, ordinata nel 1478 dal re  Renato d'Angiò a Francesco Laurana; quest'opera doveva decorare l'altare maggiore della chiesa dei Celestini ad Avignone, ma oggi adorna la prima cappella a destra della collegiata. Questo bassorilievo di Laurana è considerato una delle primissime opere in stile Rinascimentale di Francia.
Sulla cantoria in controfacciata, entro una cassa neogotica si trova l'organo a canne, costruito nel 1891 da François Mader. Lo strumento è a trasmissione integralmente meccanica e dispone di 32 registri su tre manuali e pedale.